# Gnaphosa utahana
Gnaphosa utahana är en spindelart som beskrevs av Banks 1904. Gnaphosa utahana ingår i släktet Gnaphosa och familjen plattbuksspindlar. Inga underarter finns listade i Catalogue of Life.